# Chiasse Burger
Chiasse Burger (Ass Burger en VO) est le huitième épisode de la quinzième saison de la série télévisée d'animation américaine South Park et l'épisode 217e de la série globale. Ass Burgers a été diffusée sur la chaine américaine Comedy Central le 5 octobre 2011. Cet épisode est la suite des événements de l'épisode précédent, État de Trou du Cul Cynique.

## Synopsis
C'est la période des vaccins contre la grippe à l'école de South Park. Stan essaye toujours de s'adapter à sa nouvelle vie, mais il explose de frustration en pleine classe. Sa dépression est faussement diagnostiquée en syndrome d'Asperger, qu'il aurait contracté à cause du vaccin qui lui a été administré. Envoyé en thérapie, il fait la connaissance d’autres patients qui montrent de graves troubles du comportement. Mais laissés seuls, ils retrouvent toute leur lucidité. Stan apprend que selon eux ce syndrome est purement fictif, et qu'ils cachent grâce à lui leur vraie fonction de combattants de l'ombre. Ils croient que le monde est vraiment fait d'excréments, qu'eux seuls peuvent percevoir la réalité, et qu'une force surnaturelle cache la vérité au reste de la population. Leur leader, parodiant Morpheus de Matrix, donne à Stan un verre de whisky Jameson pour qu'il puisse revoir le "monde illusoire" qu'il souhaite tant retrouver. Saoul, le garçon retrouve goût à la vie et rit même des films d'Adam Sandler qu'il déteste pourtant.
Lorsqu'il entend parler du syndrome d'Asperger, Cartman comprend "chiasse burger" ("ass burger" en VO), et découvre qu'il pourrait intenter un procès à plusieurs millions de dollars à son école s'il s'avérait qu'il a contracté un Asperger après avoir été vacciné. Le garçon prépare donc plusieurs burgers qu'il cache dans son pantalon, puis essaye de faire croire à l'infirmière scolaire qu'ils sont sortis de son postérieur. Son stratagème échoue, et alors qu'il quitte l'infirmerie avec ses burgers, il tombe sur Kyle qui en goûte un. Il le trouve excellent, ce qui pousse Cartman à ouvrir un stand devant chez lui pour vendre des burgers. Pendant qu'il aide Catman dans sa nouvelle affaire, Kyle voit débarquer un Stan ivre qui essaye de renouer avec lui. Mais Kyle le rejette, estimant qu’il est trop tard et préférant continuer à travailler avec Cartman, avec qui il s'entend bien pour une fois.
Le jour suivant a lieu une réunion secrète entre les chefs des grandes chaînes de restauration rapide américaines. Ils jalousent le succès des burgers de Cartman, et décident d'en voler la recette, d'autant que leur goût unique semble être un mélange de leurs différents produits. Ils ne comprennent d'ailleurs pas comment Cartman est parvenu à ce résultat, émettant l'hypothèse d'un gaz insufflé dans les burgers. Profitant de l'irruption inopinée d'un Stan encore ivre mort dans leur bâtiment, ils l'enlèvent et exigent qu'il les aide. Le garçon explique qu'il n'est plus ami avec Cartman et Kyle, mais ses ravisseurs ne le croient pas. Stan retourne au stand de burgers avec une oreillette, tandis que les restaurateurs le surveillent de loin avec des jumelles et un fusil. Ils apprennent durant la conversation avec Kyle qui s'ensuit que Cartman est le seul à connaître la recette et l'ingrédient secret des burgers. Ils attaquent le stand, mais sont attaqués à leur tour par les combattants de la liberté rencontrés par Stan. Après la fusillade, ce dernier refuse de continuer à boire du whisky et comprend que même si son amitié avec Kyle est finie et que sa vie part en morceaux, il peut se découvrir une passion pour l'inconnu et les changements à venir.
Randy et Sharon reviennent alors et annoncent à un Stan effondré qu'ils ont décidé de se remettre en couple et de revenir à South Park, reprenant leurs vies d'avant. Stan redevient dépressif. Du côté du stand de burgers, Kyle découvre avec fureur que Cartman met chaque burger préparé dans son pantalon, ce qui leur donne cette saveur si particulière. Ce dégoutant secret, révélé devant les clients, met un terme à l'amitié naissante entre Kyle et Cartman, ainsi qu'aux ventes de burgers.
Le lendemain, Stan se réveille et revoit ses amis qui l'invitent au cinéma. Stan les suit, résigné, mais avant de partir, il boit en cachette un verre de whisky pour supporter la nouvelle journée.